# Kirchlengern
Kirchlengern is een plaats en gemeente in de Duitse deelstaat Noordrijn-Westfalen, gelegen in de Kreis Herford. De gemeente Kirchlengern telt 16.081 inwoners (31 december 2020) op een oppervlakte van 33,78 km². Het gemeentebestuur zetelt in het raadhuis in het dorp Kirchlengern.

## Plaatsen in de gemeente Kirchlengern

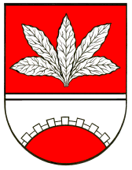
Wapen van de voormalige gemeente (alleen Kirchlengern-dorp)
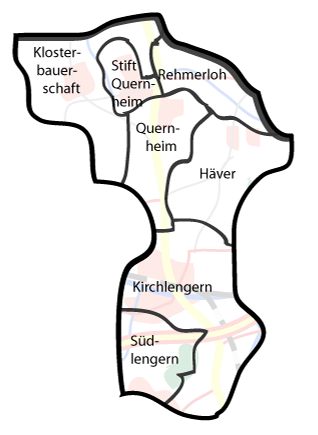
Kaart van de gemeente

De Ortsteile van de gemeente zijn:
- Häver (1.862 inwoners; oppervlakte: 5,06 km²)
- Kirchlengern (5.963 inwoners; oppervlakte: 9,51 km²), inclusief:
  - Oberbehme, de buurt rondom het landgoed[2] van die naam
- Klosterbauerschaft (2.455 inwoners; oppervlakte: 7,28 km²)
- Quernheim (1.469 inwoners; oppervlakte: 3,86 km²)
- Rehmerloh (206 inwoners; oppervlakte: 3,03 km²)
- Stift Quernheim (1.661 inwoners; oppervlakte: 1,61 km²)
- Südlengern (3.074 inwoners; oppervlakte: 3,43 km²)

Totaal aantal inwoners van de gemeente, onder wie 440 personen met alleen een tweede woning in Kirchlengern, : 16.690 personen. Peildatum: 1 januari 2021.
Van hen waren ongeveer 56% evangelisch-luthers, 8½% rooms-katholiek en 35½% lid van een andere, of in het geheel geen godsdienstige gemeenschap.
Südlengern was voor 1969 een aparte gemeente. Het eigenlijke dorpscentrum ligt nu in Kirchlengern. De andere helft van het vroegere Südlengern is nu een Stadtteil van de westelijke buurgemeente Bünde.
Zie ook de artikelen over de afzonderlijke dorpen.

## Ligging en verkeer

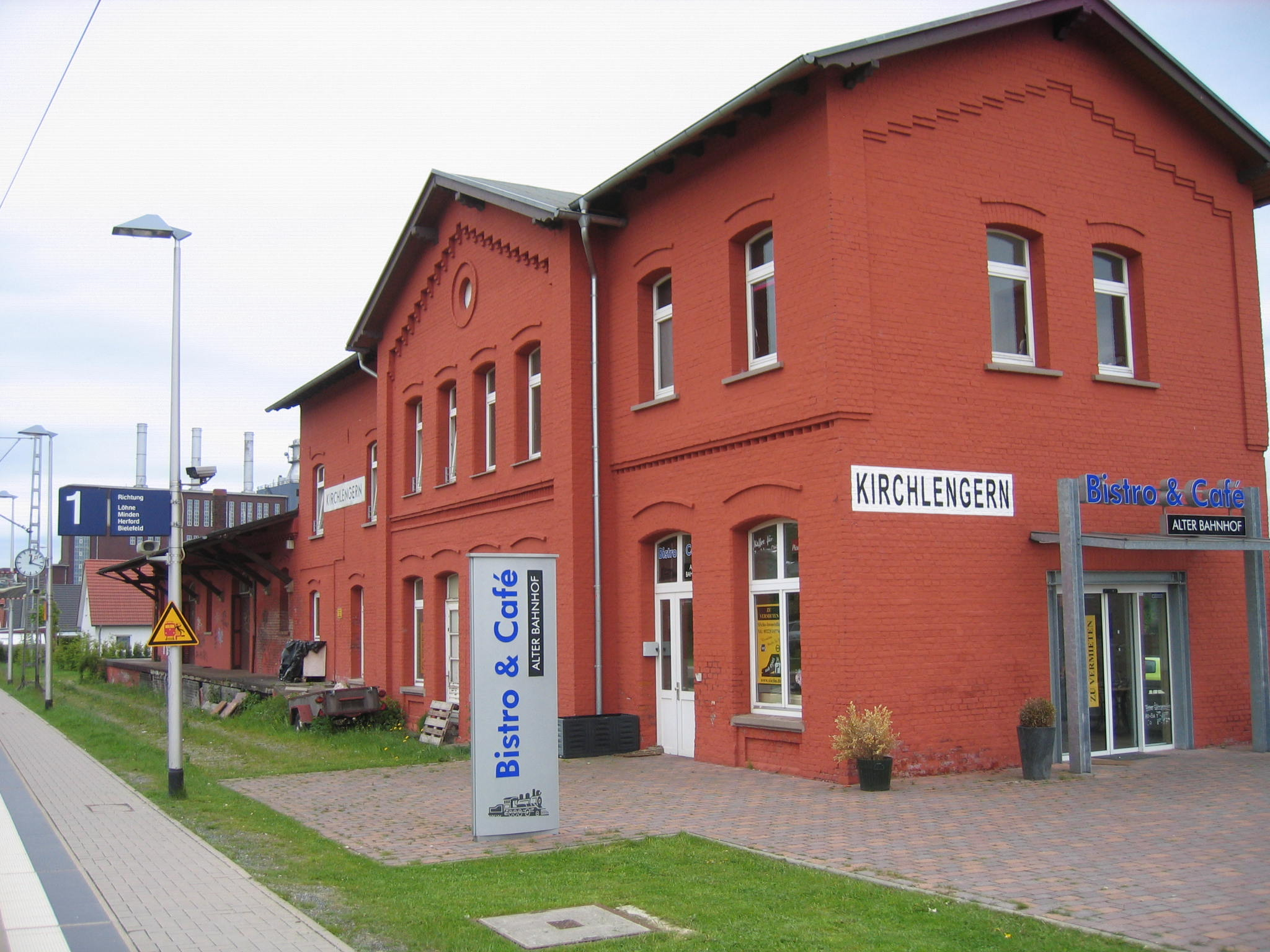
Station

Kirchlengern ligt in het tamelijk vlakke gebied Ravensberger Mulde  tussen Löhne (8 km zuidoostwaarts) en Lübbecke (13 km noordwaarts) aan de (alleen voor kano's en kleine roeibootjes bevaarbare) rivier de Else en aan de van Rahden in het noorden naar Herford in het zuiden lopende Bundesstraße 239, die oostelijk om het centrum van Kirchlengen heen loopt. Door de gemeente lopen enkele zijbeken van de Else. Op diverse plaatsen zijn de beddingen en oevergebieden van deze beken van ecologische waarde als vogel- of andersoortig natuurreservaat.
De plaats heeft een aansluiting (afrit nr. 29) aan de Autobahn A30, die tussen Kirchlengern en Löhne loopt.
In het zuiden heeft Kirchlengern een station aan de spoorlijnen westwaarts naar Bünde en oostwaarts  naar Bad Oeynhausen en Herford (overstapstation).
Tegenover het station ligt een busstation (ZOB),vanwaar diverse streekbussen en lokale bel- of schoolbussen vertrekken. Zie de link onderaan dit artikel.

## Economie

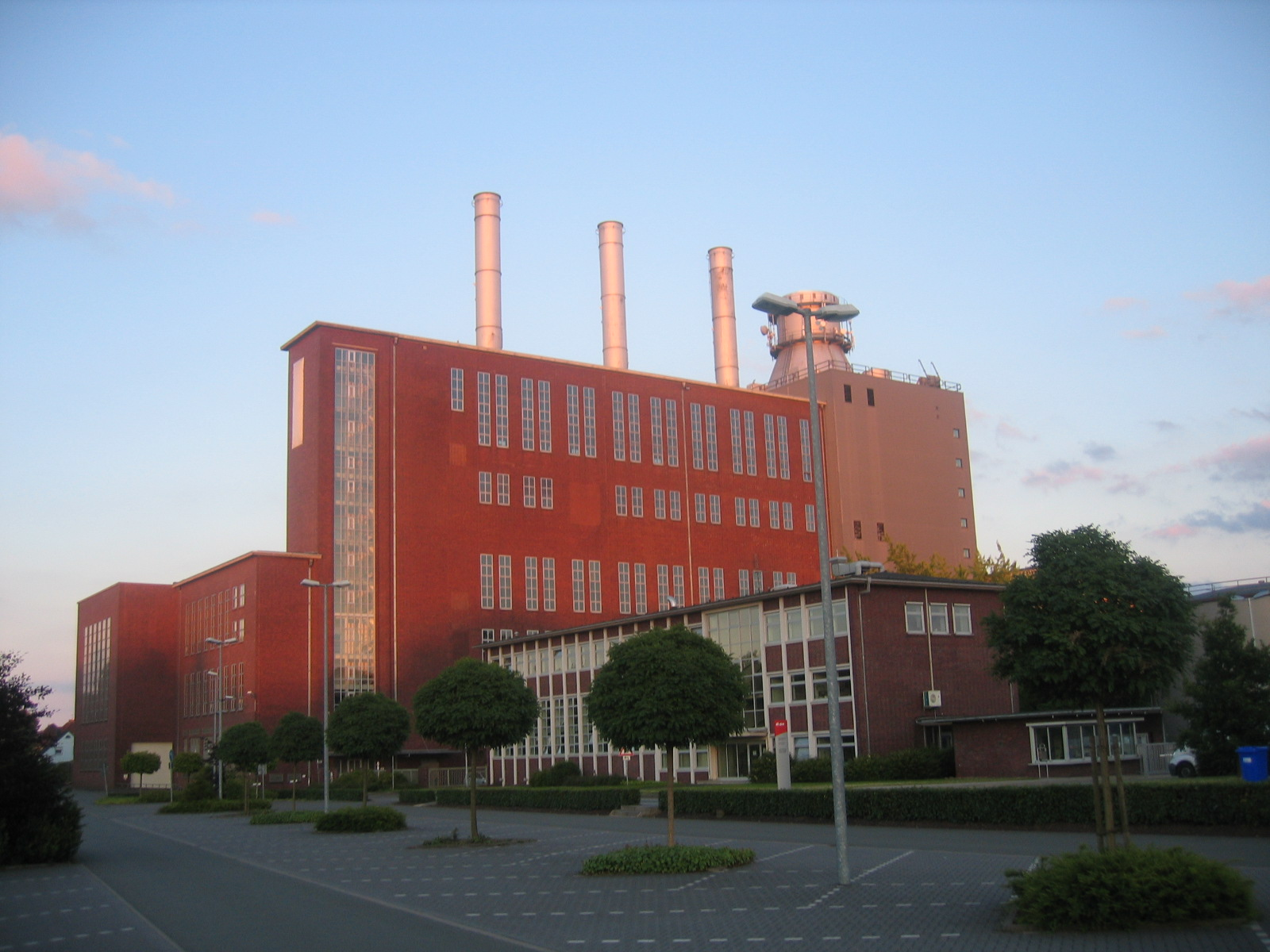
Elektriciteitscentrale

In de gemeente is naast veel midden- en kleinbedrijf het hoofdkantoor van het grote familiebedrijf Hettich gevestigd. Dit bedrijf, dat wereldwijd enige fabrieken bezit, levert hang-en-sluitwerk zoals metalen scharnieren voor met name meubelen, o.a. aan IKEA.  Het is niet gelieerd aan het gelijknamige bedrijf, dat ook in Nederland gevestigd is en o.a. centrifuges voor laboratoria levert. 
Verder is de grote elektriciteitscentrale het vermelden waard.

## Geschiedenis
Zie ook onder: Station Kirchlengern, en onder de artikelen over de afzonderlijke dorpen.
Hetgeen onder Ravensberger Mulde is beschreven over de ontwikkeling van de bevolking en haar economische situatie, is geheel op de gemeente Kirchlengern van toepassing. Het oude dorpswapen van Kirchlengern met zijn vijf zilveren tabaksbladeren, en het Herrenhaus op Stift Quernheim herinneren nog aan de tabaksnijverheid uit de periode van ca. 1870-1970.
Het gebied werd in de vroege middeleeuwen door Saksische Angrivariërs bewoond, die ten tijde van Karel de Grote tot het christendom werden bekeerd. In 1147 liet de bisschop van Osnabrück, Philips van Katzenelnbogen, het klooster Quernheim stichten als augustijner nonnenklooster. Dit klooster werd na de Reformatie in de 16e eeuw een protestants sticht, en werd definitief opgeheven in de 18e eeuw. De bijbehorende kloosterkerk uit de 12e eeuw (Stiftskirche) staat er nog steeds. Alle andere dorpen ontstonden ook in de 12e of 13e eeuw, uitgezonderd Klosterbauerschaft, dat in de 18e eeuw tot stand kwam als nederzetting voor boeren, die een stuk land hadden gekocht uit de boedel van de opheffing van het klooster.
Tot aan de Dertigjarige Oorlog (1618-1648) behoorde het gebied ten noorden van de Else tot het Prinsbisdom Minden en het gebied ten zuiden van de Else tot het Graafschap Ravensberg. Na de Vrede van Münster vielen beide gebieden aan Brandenburg-Pruisen toe, en uiteindelijk aan achtereenvolgens het Koninkrijk Pruisen, van 1815-1866 het Koninkrijk Hannover, om daarna weer Pruisisch te worden, en in 1871 deel te gaan uitmaken van het Duitse Keizerrijk.
Kort voor het einde van de Tweede Wereldoorlog werd een groep Nederlandse mannen door de Duitse bezetter naar Kirchlengern weggevoerd. Deze dwangarbeiders moesten werken aan een spoorwegviaduct tussen Kirchlengern en Bielefeld. Drieëntwintig Nederlanders overleefden deze dwangarbeid niet. Zij werden te Kirchlengern begraven. Later werden hun stoffelijke overschotten in Nederland en op het Nederlands ereveld te Osnabrück in Duitsland herbegraven. Aan dit feit herinnert nog een gedenkteken te Kirchlengern.

## Bezienswaardigheden
- Verspreid door de gemeente staan enige monumentale kerkgebouwen.
- Ook staan er hier en daar schilderachtige vakwerkboerderijen in de tot de gemeente behorende dorpen.  In één daarvan, te Häver,  bevindt zich een klein brandweermuseum. Een ander oud vakwerkhuis te Kirchlengern-dorp huisvest de gemeentelijke openbare bibliotheek.
- De gemeente ligt aan enige toeristische langeafstands-fietsroutes, waaronder de Else-Werre-Radweg.

## Afbeeldingen

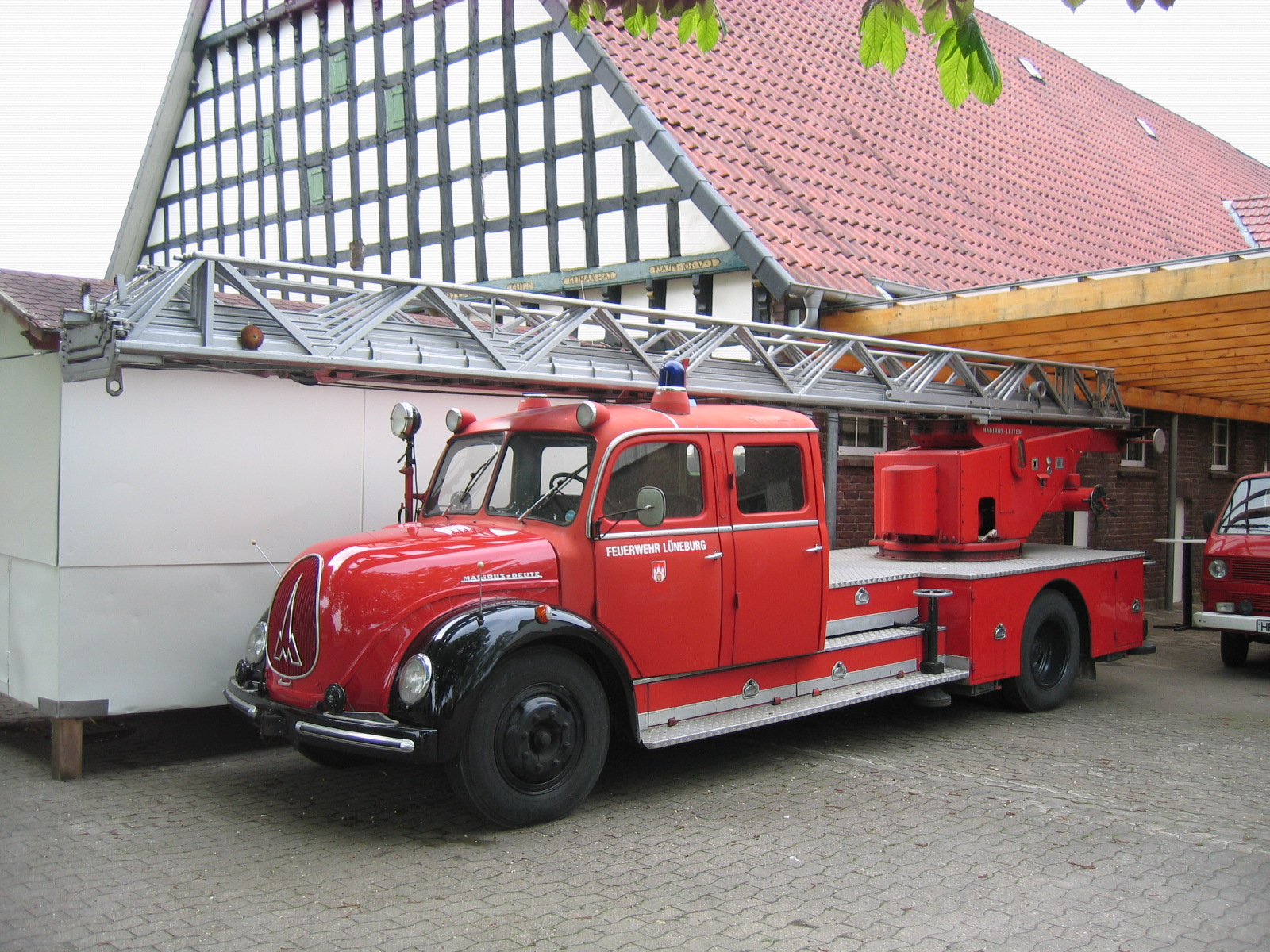
Häver, Brandweermuseum
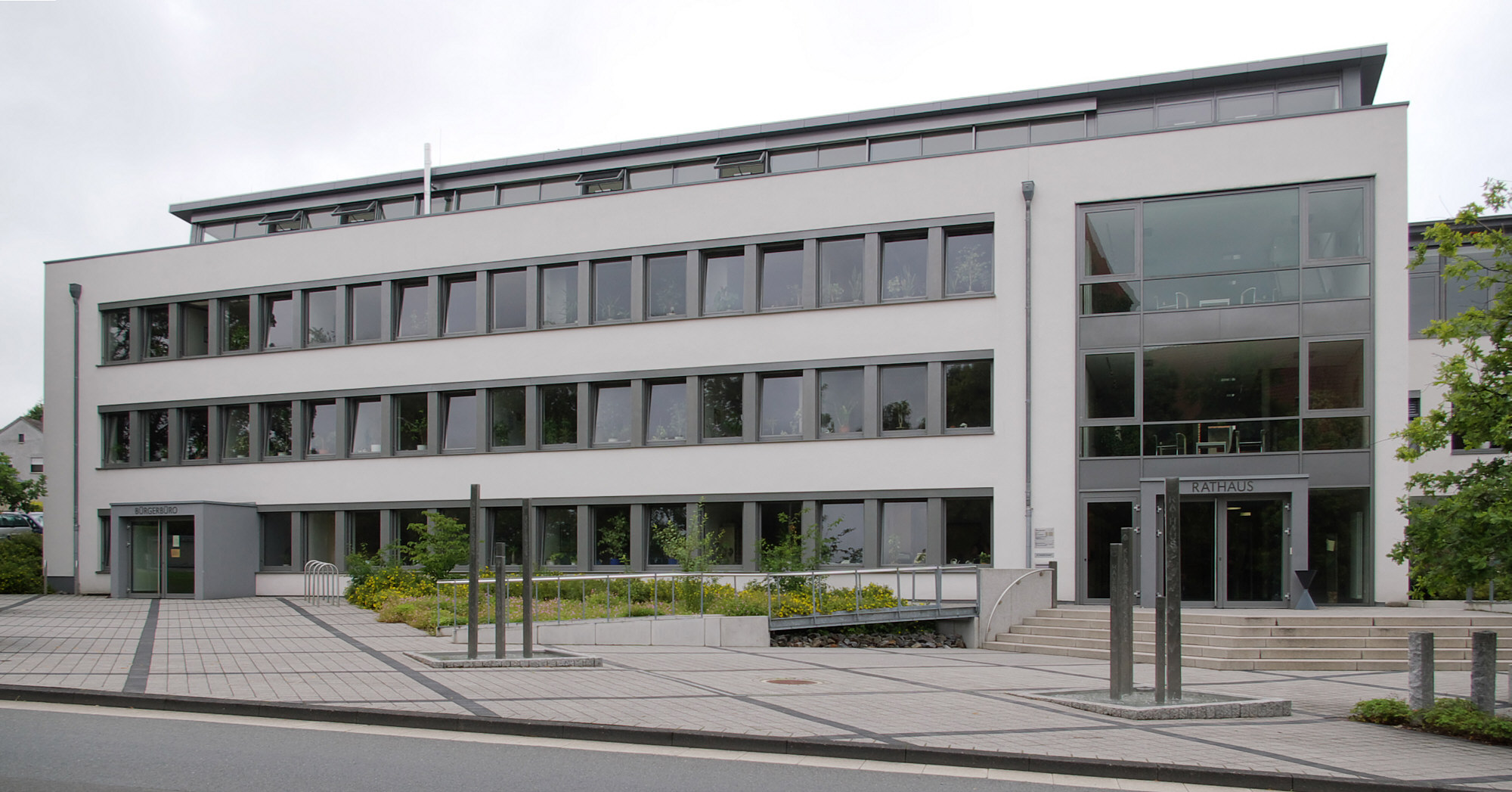
Gemeentehuis
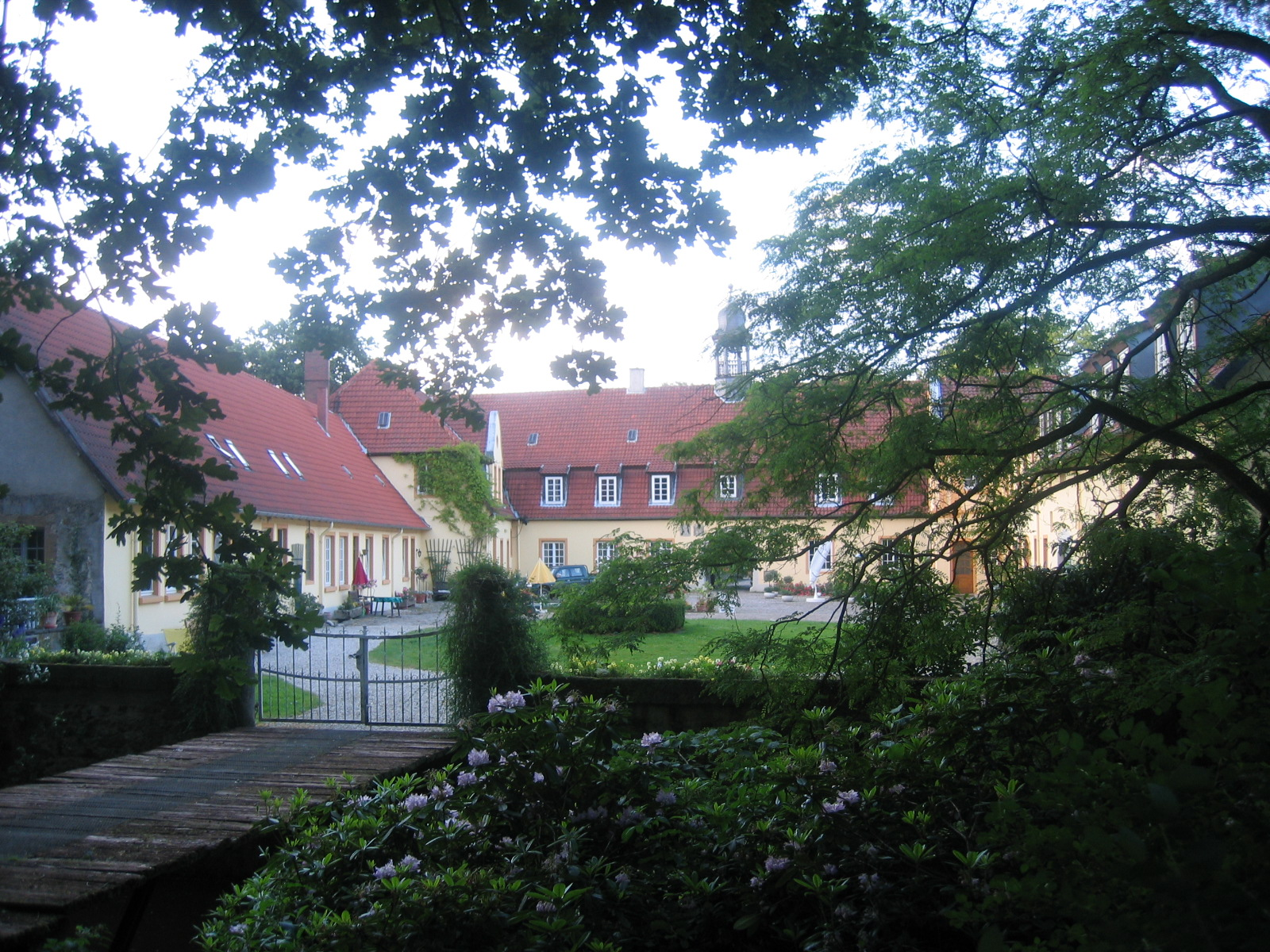
Landgoed Oberbehme (1)
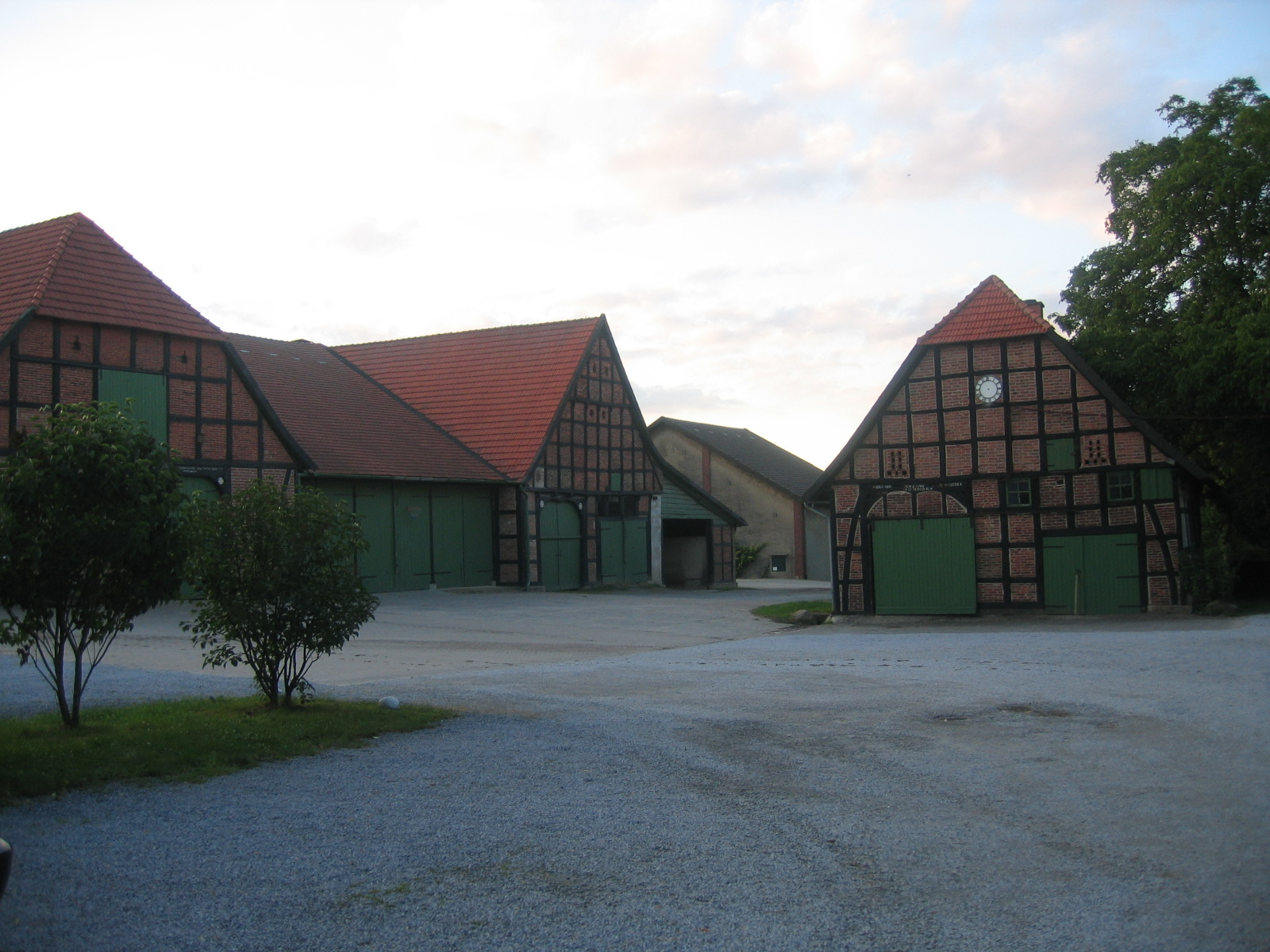
Landgoed Oberbehme (2: boerenschuren 18e-20e eeuw)
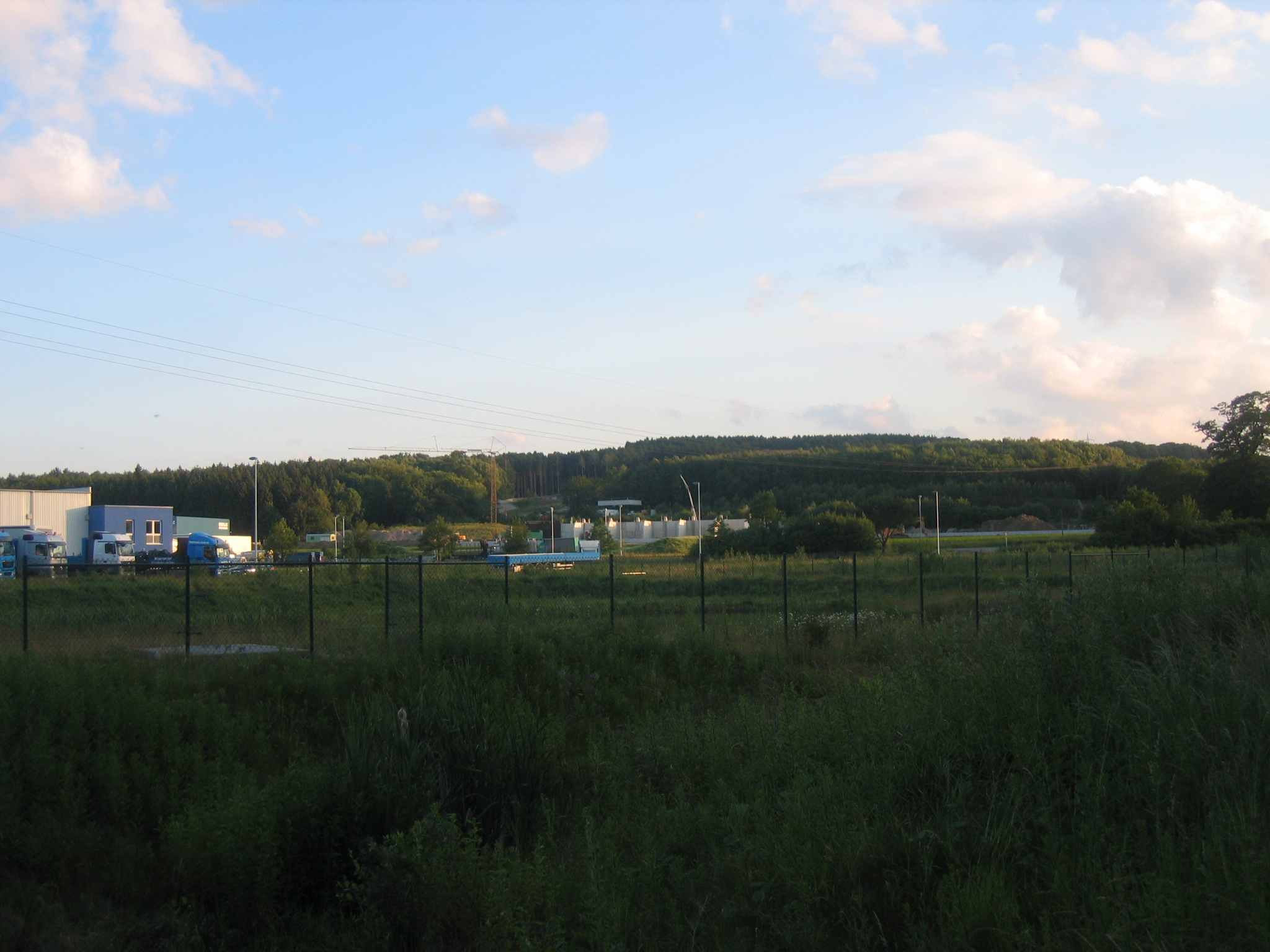
De Reesberg, met 148 meter het hoogste punt van de gemeente Kirchlengern

## Varia
Er bestaat een jumelage tussen Kirchlengern en Tännesberg in Beieren.